# Ezzard Charles
Ezzard Mack Charles, född 7 juli 1921 i Lawrenceville, Georgia, död 28 maj 1975 i Chicago, Illinois, var en amerikansk proffsboxare som var världsmästare i tungvikt 1949-51. 
Charles, som år 2009 av Boxing Magazine rankades som "alla tiders bästa lätta tungviktare",  är sedan 1990 invald i International Boxing Hall of Fame.

## Boxningskarriär
Charles inledde karriären som lätt tungviktare men gick så småningom upp i tungviktsklassen och erövrade i juni 1949 den vakanta VM-titeln i en match mot Jersey Joe Walcott efter att Joe Louis avsagt sig titeln. Året efter besegrade han Louis när denne gjorde comeback och var därmed obestridd världsmästare. 
Charles förlorade sedan titeln i juli 1951 till antagonisten Walcott på KO i rond 7 och knappt ett år senare även returmatchen, en fjärde dem emellan, nu på poäng över 15 ronder. Charles verkade nu vara ute ur leken men när Rocky Marciano övertagit tungviktskronan fick han på nytt chansen. I juni 1954 stod han, som den ende någonsin i en titelmatch mot Marciano, på benen under alla 15 ronderna i en match han dock förlorade på poäng. Tack vare prestationen fick han en ny VM-match bara tre månader senare men den här gången räknades han ut i rond 8. Dock var det i denna match nära att Charles återtagit titeln då hans i rond 6 slagit upp ett jack i Marcianos näsa som blödde så kraftigt att läkaren hade funderingar på att bryta matchen.
P.g.a. ekonomiska problem fortsatte Ezzard Charles att boxa långt efter att han passerat toppen på karriären. Hans matchlista inkluderar 96 vinster (58 på K.O), 25 förluster och 1 oavgjord. De flesta förlusterna kom dock i slutet av karriären.

## Charles död
Ezzard Charles dog år 1975 av nervsjukdomen ALS.

### Webbsidor
- Charles på boxrec.com